# Cheilopallene gigantea
Cheilopallene gigantea är en havsspindelart som beskrevs av Child, C.A. 1987. Cheilopallene gigantea ingår i släktet Cheilopallene och familjen Callipallenidae. Inga underarter finns listade i Catalogue of Life.